# Pachybrachis densus
Pachybrachis densus är en skalbaggsart som beskrevs av Bowditch 1909. Pachybrachis densus ingår i släktet Pachybrachis och familjen bladbaggar. Inga underarter finns listade i Catalogue of Life.